# Born (Mondkrater)
Born ist ein kleiner Einschlagkrater nahe dem östlichen Rand des Mondes. Er liegt nordöstlich des auffallenden  Kraters Langrenus und südlich des Kraters Maclaurin.
Born ist kreisrund und im Wesentlichen tassenförmig. Der Krater weist bis auf dunkle Flecken, die sich von Mittelpunkt zum nordöstlichen Rand erstrecken, keine besonderen Merkmale auf.
Ehe Born im Jahre 1979 durch die Internationale Astronomische Union (IAU) seinen eigenen Namen erhielt, war er unter der Bezeichnung Maclaurin Y bekannt.